# Spragueia creton
Spragueia creton là một loài bướm đêm trong họ Noctuidae.